# Beron Point
Der Beron Point (englisch; bulgarisch нос Берон nos Beron) ist eine Landspitze an der Südwestküste von Robert Island im Archipel der Südlichen Shetlandinseln. Sie liegt 4,5 km südöstlich des Negra Point, 1,7 km westlich des Bajo-Nunataks, 1,8 km westnordwestlich des Zahari Point und 3,7 km nordwestlich des Edwards Point sowie 5 km nordöstlich des Ash Point von Greenwich Island jenseits der English Strait.
Die bulgarische Kommission für Antarktische Geographische Namen benannte sie 2006 nach dem bulgarischen Wissenschaftler und Pädagogen Petar Beron (≈1800–1871).